# Wildflower (canção)
"Wildflower" é uma canção da banda de pop rock australiana 5 Seconds of Summer, gravada para o quarto álbum de estúdio da banda Calm (2020). Foi composta por Calum Hood, Ashton Irwin, Michael Clifford, Geoff Warburton, Rami Yacoub e Oscar Gorres, e produzida pelo último. A faixa foi lançada como quinto single em 25 de março de 2020, através da Interscope e Polydor.

## Antecedentes
Quebrando o precedente estabelecido pelos álbuns anteriores do 5 Seconds of Summer, “Wildflower” é a única faixa do Calm a apresentar o baixista Calum Hood (ou qualquer membro que não seja Luke Hemmings) nos vocais principais. Falando sobre a música, Hood disse: "Queríamos fazer o refrão como uma aventura de escolha sua própria, em que algumas palavras são deixadas de fora e depois acentuadas por essas grandes facadas de sintetizador. Isso permite que todos criem suas próprias interpretação e preencha o que eles acharem que essas letras faltam".

## Recepção da crítica
Chris Payne, da Billboard, disse: "O quinto single do Calm se enraíza nos toques chamativos dos anos 80 que serviram bem ao quarteto australiano no passado. Tambores em expansão, harmonias psicodélicas e batidas sintéticas de karatê são abundantes".
Em uma avaliação do álbum, David, da auspOp, disse que "'Wildflower' é o mais pop que esses garotos tocam no álbum ... é uma música viciosamente boa".

## Videoclipe
O vídeo oficial foi lançado em 16 de abril de 2020. Foi descrito pela Rolling Stone como "psicodélico", o diretor DeLuca sobre o conceito do clipe comentou que "uma vez que a música tem um tom bastante distinto dos anos 80/90", tive a ideia de fazer um videoclipe no estilo MTV dos anos 80/90".

## Desempenho nas tabelas musicas
| Tabela musical (2020)                  | Melhor posição |
| -------------------------------------- | -------------- |
| Austrália Artists (ARIA Charts)        | 12             |
| Irlanda (IRMA)                         | 80             |
| Lituânia (AGATA)                       | 95             |
| Países Baixos (Dutch Top 40 Tipparade) | 29             |
| Nova Zelândia Hot Singles (RMNZ)       | 8              |
| Reino Unido (UK Singles Chart)         | 81             |

## Históricos de lançamentos
| Região      | Data                | Formato                    | Gravadora               | Ref.   |
| ----------- | ------------------- | -------------------------- | ----------------------- | ------ |
| Várias      | 25 de março de 2020 | Download digital streaming | Interscope Polydor      | [ 2 ]  |
| Itália      | 17 de abril de 2020 | Rádios mainstream          | Universal               | [ 18 ] |
| Reino Unido | 17 de abril de 2020 | Rádios mainstream          | Interscope Universal UK | [ 19 ] |